# Hoa hậu Thế giới 1982
Hoa hậu Thế giới 1982 là cuộc thi Hoa hậu Thế giới lần thứ 32, được tổ chức tại Royal Albert Hall, Luân Đôn, Vương quốc Anh. Người chiến thắng là Mariasela Alvarez Lebrón từ Cộng hoà Dominican. Á hậu 1 và á hậu 2 lần lượt là Sari Kaarina Aspholm từ Phần Lan, và Della Frances Dolan từ Vương quốc Anh người từng vào bán kết cuộc thi Hoa hậu Hoàn vũ 1982 (lúc đó cô đại diện cho Anh) bốn tháng trước đó.

## Kết quả

### Thứ hạng
| Kết quả               | Thí sinh |
| --------------------- | --- |
| Hoa hậu Thế giới 1982 | - Cộng hòa Dominica – Mariasela Álvarez |
| Á hậu 1               | - Phần Lan – Sari Kaarina Aspholm |
| Á hậu 2               | - Vương quốc Anh – Della Frances Dolan |
| Top 7                 | - Ireland – Roberta Brown - Thụy Sĩ – Lolita Morena - Trinidad và Tobago – Althea Ingrid Rocke - Hoa Kỳ – Elizabeth LuAnn Caughey |
| Top 15                | - Úc – Catherine Anne Morris - Bolivia – Brita Margareta Cederberg Schmidt - Quần đảo Cayman – Maureen Therese Lewis - Đan Mạch – Tina Maria Nielsen - Guam – Frances Rose Limtiaco - Philippines – Sara-Jane Coronel Areza - Nam Tư – Ana Sasso - Zimbabwe – Caroline Murinda |

## Các giải thưởng đặc biệt
| Giải thưởng     | Thí sinh                                  |
| --------------- | ----------------------------------------- |
| Hoa hậu Cá tính | - Quần đảo Cayman - Maureen Therese Lewis |
| Hoa hậu Ảnh     | - Thụy Sĩ - Lolita Laure Morena           |

## Các nữ hoàng sắc đẹp khu vực
| Khu vực        | Thí sinh                                |
| -------------- | --------------------------------------- |
| Châu Á         | - Philippines - Sara-Jane Areza         |
| Châu Âu        | - Phần Lan - Sari Kaarina Aspholm       |
| Châu Phi       | - Zimbabwe - Caroline Murinda           |
| Châu Mỹ        | - Cộng hòa Dominica - Mariasela Álvarez |
| Châu Đại Dương | - Úc - Catherine Ann Morris             |

## Thí sinh
| Quốc gia/Lãnh thổ        | Thí sinh                                 | Quê quán            |
| Quần đảo Virgin (Mỹ)     | Benedicta Acosta                         | St. Croix           |
| Aruba                    | Noriza Antonia Helder                    | Oranjestad          |
| Úc                       | Catherine Ann Morris                     | Sydney              |
| Bahamas                  | Oralee Laverne Stubbs                    | Nassau              |
| Bỉ                       | Marie Pierre Lemaitre                    | Bruxelles           |
| Bermuda                  | Heather Michelle Ross                    | Somerset            |
| Bolivia                  | Brita Margareta Cederberg                | Oruro               |
| Brazil                   | Monica Jannuzzi                          | Londrina            |
| Canada                   | Jody Jensen                              | Calgary             |
| Quần đảo Cayman          | Maureen Therese Lewis                    | George Town         |
| Chile                    | Mariana Margarita Reinhardt Lagos        | Santiago            |
| Colombia                 | Maria Teresa Gomez Fajardo               | Medellin            |
| Costa Rica               | Maureen Jimenez Solano                   | San José            |
| Curaçao                  | Vendetta Maria Roozendal                 | Willemstad          |
| Síp                      | Marina Elena Rauscher                    | Limassol            |
| Đan Mạch                 | Tina Maria Nielsen                       | Copenhagen          |
| Cộng hòa Dominica        | Mariasela Alvarez                        | Santo Domingo       |
| Ecuador                  | Gianna Machiavello Gonzalez              | Guayaquil           |
| El Salvador              | Lorendana Munguta                        | San Salvador        |
| Phần Lan                 | Sari Kaarina Aspholm                     | Vantaa              |
| Pháp                     | Martine Marie Philipps                   | Audincourt          |
| Đức                      | Kerstin Natalie Paeserack                | Hannover            |
| Gibraltar                | Louise Michelle Gillingwater             | Gibraltar           |
| Hy Lạp                   | Anthy Priovolos                          | Athens              |
| Guam                     | Frances Rose Limtiaco                    | Tamuning            |
| Guatemala                | Edith Suzanne Whitbeck Cain              | Thành phố Guatemala |
| Hà Lan                   | Irene Maria Petronnella Heinrichs Schell | Venlo               |
| Honduras                 | Ana Lucia Rivera Castro                  | San Pedro Sula      |
| Hồng Kông                | Quảng Mỹ Vân                             | Đảo Hồng Kông       |
| Iceland                  | Maria Björk Sverrisdóttir                | Reykjavik           |
| Ấn Độ                    | Uttara Mhatre                            | Nasik               |
| Indonesia                | Andi Botenri                             | Jakarta             |
| Ireland                  | Roberta Brown                            | Derry               |
| Đảo Man                  | Maria Elizabeth Craig                    | Jurby               |
| Israel                   | Anat Kerem                               | Haifa               |
| Ý                        | Raffaella del Rosario                    | Bologna             |
| Jamaica                  | Cornelia Ramona Roxanne Parchment        | Kingston            |
| Nhật Bản                 | Mutsuko Kikuchi                          | Tōkyō               |
| Hàn Quốc                 | Choi Sung-yoon                           | Seoul               |
| Liban                    | May Mansour Chahwan                      | Beirut              |
| Malaysia                 | Nellie Teoh Swee Yang                    | Kuala Lumpur        |
| Malta                    | Adelina Camilleri                        | Mosta               |
| México                   | Ana Ruth Garcia Jimenez                  | Villahermosa        |
| New Zealand              | Susan Jane Mainland                      | Hamilton            |
| Na Uy                    | Janett Carine Krefting                   | Oslo                |
| Panama                   | Lorena Moreno                            | Thành phố Panama    |
| Paraguay                 | Susan Dominguez Gutter                   | Asunción            |
| Perú                     | Cynthia Mercedes Piedra                  | Lima                |
| Philippines              | Sara-Jane Coronel Areza                  | Manila              |
| Bồ Đào Nha               | Suzana Walker dos Santos Dias            | Lisboa              |
| Puerto Rico              | Jannette Torres Burgos                   | San Juan            |
| Singapore                | Yvonne Tan                               | Singapore           |
| Tây Ban Nha              | Ana Isabel Herrero Garcia                | Zaragoza            |
| Sri Lanka                | Tania Colleen Anne Pereira               | Panadura            |
| Thụy Điển                | Anne-Lie Margareta Sjöberg               | Eskilstuna          |
| Thụy Sĩ                  | Lolita Laure Morena                      | Locarno             |
| Tahiti                   | Teura Tuhiti                             | Papeete             |
| Thái Lan                 | Alisa Kajornchaiyakul                    | Băng Cốc            |
| Trinidad và Tobago       | Althea Ingrid Rocke                      | Port of Spain       |
| Thổ Nhĩ Kỳ               | Ayse Belgin Guven                        | Istanbul            |
| Quần đảo Turks và Caicos | Lolita Elaine Ariza                      | Grand Turk          |
| Vương quốc Anh           | Della Frances Dolan                      | Grimsby             |
| Hoa Kỳ                   | Elizabeth LuAnn Caughey                  | Abilene             |
| Uruguay                  | Varinia Roxana Govea Pazos               | Montevideo          |
| Venezuela                | Michelle Marie Shoda Belloso             | Maracaibo           |
| Tây Samoa                | Lilly Caroline Hunt                      | Apia                |
| Nam Tư                   | Ana Sasso                                | Split               |
| Zimbabwe                 | Caroline Murinda                         | Harare              |

## Ghi nhận

### Lần đầu tham gia
- Indonesia
- Quần đảo Turks và Caicos

### Trở lại
- Lần cuối tham gia vào năm 1975:
  -  Nam Tư
- Lần cuối tham gia vào năm 1979:
  -  Bồ Đào Nha
- Lần cuối tham gia vào năm 1980:
  -  Panama
  -  Paraguay
  -  Quần đảo Virgin (Mỹ)

### Bỏ cuộc và không tham dự
- Argentina – không tham dự cuộc thi Hoa hậu Thế giới vì cuộc xung đột chính trị đang diễn ra với Vương quốc Anh, và vấn đề tranh chấp liên quan đến quần đảo Falkland.
- Áo – Rita Isabelle Zehtner, không tham dự cuộc thi vì những lý do cá nhân.
- Jersey
- Lesotho
- Papua New Guinea
- Suriname

### Một số chú ý khác
- Thụy Điển đã tham dự cuộc thi Hoa hậu châu Âu 1983 và đạt danh hiệu Á hậu 1.
- Quần đảo Cayman và Thụy Sĩ đã đạt được những giải thưởng giống nhau khi tham dự Hoa hậu Hoàn vũ 1982 và 1983.
- 7 trong tổng số 15 thí sinh vào bán kết từng tham gia cuộc thi Hoa hậu Hoàn vũ.
- Phần Lan, Đức và Vương quốc Anh lọt vào bán kết cuộc thi Hoa hậu Hoàn vũ 1982.
- Ireland và Thụy Sĩ đã từng tham dự Hoa hậu Hoàn vũ 1983 tại St. Louis, MO, và đạt vị trí Á hậu 2 và 3. Tây Ban Nha cũng tham gia cuộc thi Hoa hậu Hoàn vũ và vào đến bán kết.
- Đây là lần đầu tiên Bolivia và Quần đảo Cayman vào bán kết.
- Trinidad & Tobago, về vị trí thứ 6 tại Hoa hậu Thế giới, đã từng tham dự Hoa hậu Hoàn vũ 1980 tại Seoul, nhưng không vào được bán kết.
- Quảng Mỹ Vân của Hồng Kông sau đó đã trở thành một ca sĩ tại quê nhà.
- 9 trong tổng số 15 thí sinh vào bán kết năm nay không có tên trong bán kết năm trước: Cộng hòa Dominican và Philippines (1973), Nam Tư (1975), Đan Mạch (1977), Thụy Sĩ và Phần Lan (1978), và Guam (1980). Bolivia và Quần đảo Cayman vào bán kết lần đầu tiên. Bolivia tham dự từ năm 1960, trong khi Quần đảo Cayman là năm 1977.